# Fingen
 (signalé en juin 2025).
Si vous disposez d'ouvrages ou d'articles de référence ou si vous connaissez des sites web de qualité traitant du thème abordé ici, merci de compléter l'article en donnant les références utiles à sa vérifiabilité et en les liant à la section « Notes et références ».
- Archive Wikiwix
- Bing
- Cairn
- DuckDuckGo
- E. Universalis
- Gallica
- Google
- G. Books
- G. News
- G. Scholar
- Persée
- Qwant
- (zh) Baidu
- (ru) Yandex
- (wd) trouver des œuvres sur Wikidata

Fingen, dans la mythologie celtique irlandaise, est l’un des druides de Conchobar Mac Nessa, le roi d’Ulster. Il est particulièrement réputé pour sa connaissance et sa pratique de la magie et de la médecine. Il est expert dans les trois formes de la médecine : magique, végétale et sanglante.

## Mythologie
En examinant la fumée qui s’échappe du toit d’une maison, il est capable de déterminer le nombre de ses occupants et de dire de quelles maladies ils sont atteints.
Lors d’une guerre contre le royaume de Connaught, Conchobar est blessé à la tête par le projectile d’une fronde, projectile confectionné avec la cervelle de Mesgegra. Fingen le prévient : s’il retire la balle, il meurt, s’il le guérit, il demeure infirme. Le roi choisit de vivre, mais avec des interdits : la course, l’équitation, la colère, l’abus de nourriture et de sexe. Au bout de sept ans, la cervelle de Mesgegra éclate dans sa tête et il meurt.
Lors de la Razzia des vaches de Cooley (Táin Bó Cúailnge), il est requis pour soigner Cethern Mac Fintan. À la fin de l’examen, il propose deux solutions : soit il guérit complètement le blessé, mais les soins dureront une année entière, soit il le remet sur pied rapidement, prêt à combattre, mais dans ce cas il meurt trois jours après. C’est cette seconde option qui est choisie. Le traitement consiste à le plonger dans un tonneau de moelle pendant trois jours et trois nuits. Provisoirement guéri, le guerrier d’Ulster peut reprendre le combat, ses viscères sont retenus par les planches de son char. Il reprend la tuerie jusqu’à ce qu'il meure.